# 草下英明
草下 英明（くさか ひであき、1924年12月1日 - 1991年6月22日）は、日本の科学解説者、科学ジャーナリスト。

## 略歴
東京府（現・東京都）出身。立教大学経済学部卒業。1947年大成建設（旧大倉組）に入社した後、1948年から誠文堂新光社「子供の科学」のち「科学画報」編集部、1952年には教育弘報社勤務、1953年から平凡社の編集部員、1956年から五島プラネタリウム解説員。
1957年に創設されたSFファングループ「宇宙塵」に、初期から参加。短編「カスティリョ・ゴメスの脚」が、のちに『宇宙塵傑作選〈1〉日本SFの軌跡』に収録されている。
1959年独立。「星のおじさん」 と呼ばれ、TBSテレビのクイズ番組『百万円Xクイズ』（1959）の司会、NHKの科学番組「四つの目」（1966 - ） の解説などテレビ、ラジオに出演した。
科学解説者として多数の科学（取り分け天文学の）解説書を執筆。 "Curious George"（おさるのジョージ）シリーズで知られているドイツ生まれの絵本作家 H・A・レイ の Find the Constellations （邦題：『星座を見つけよう』）を翻訳した。同書は40年近く前に翻訳されて、今日もなお子どもたちに親しまれるロングセラーとなっている。 また、東西の文学で星が登場する記述を収集し考証を加え、『星の百科』 や 『星の文学・美術』 などで発表した。
1974年から1984年、鉱物採集家、コレクターのための情報誌『鉱物情報』を編集・刊行。
1991年、気管支喘息のため東京都目黒区の病院で66歳で死去した。

## 出演番組
- ぼくもわたしも名探偵（NHK）
- 四つの目（NHK）
- レンズはさぐる（NHK）
- 百万円Xクイズ（TBS）

## 主な著作

### 著書
- 『宮沢賢治と星』（甲文社） 1953年
- 『おぼえやすい星座教室』（誠文堂新光社） 1955年
- 『天文・星空の散歩』（ダビイッド社） 1958年
- 『宇宙のなぞを解いた人々』（さ・え・ら書房） 1966年
- 『SF宇宙生物学講座』（早川書房） 1966年
- 『星座の楽しみ』（社会思想社、現代教養文庫） 1967年
- 『火星めざして』（岩崎書店） 1968年
- 『空想科学教室』（三一書房、高校生新書） 1968年
- 『星座手帖』（藤井旭写真、社会思想社、現代教養文庫） 1969年
- 『星の百科』（社会思想社、現代教養文庫） 1971年
- 『星と星座』（保育社、カラーブックス） 1971年
- 『改訂 星座の楽しみ』（社会思想社、現代教養文庫） 1967年
- 『宇宙と星のふしぎ』（小学館、小学館入門百科シリーズ） 1974年
- 『宇宙おもしろ科学』（KKベストセラーズ、ワニの豆本） 1977年
- 『宇宙の事典 - 暗黒星雲からUFOまで、科学とSFのはざまを探る』（志水一夫共著、ごま書房、ゴマブックス） 1978年[2]
- 『星座の伝説』（保育社、カラーブックス） 1980年
- 『科学なんでもQ&A - 天文学』（社会思想社、現代教養文庫） 1981年
- 『科学なんでもQ&A - 地球』（社会思想社、現代教養文庫） 1982年
- 『星の文学・美術』（れんが書房新社） 1982年
- 『星の神話伝説集』（社会思想社、現代教養文庫） 1982年
- 『星日記 - 私の昭和天文史 1924～84』（草思社） 1984年
- 『新装版 宮沢賢治と星』（學藝書林） 1989年

- - 現代教養文庫のうち『星座の楽しみ』、『星座手帖』、『星の神話伝説集』は2000年に再版された。出版社の倒産後は、2004年に文元社から「教養ワイドコレクション」としてオン・デマンド出版された。

### 翻訳
- 『宇宙と生命 : 膨脹宇宙のなかの人間の立場』（H・シャプレイ著、法政大学出版局） 1959年
- 『空想天文学入門』（アイザック・アシモフ著、早川書房） 1963年
- 『星座を見つけよう』（H・A・レイ著、福音館書店、かがくのほん） 1969年

### 寄稿
- 「星の美術」（千葉市立郷土博物館、『星の美術展』所載） 1989年